# Котяча акула дрібноплямиста
Котяча акула дрібноплямиста (Scyliorhinus canicula) — вид акул з роду Котяча акула родини Котячі акули.

## Опис
Ця акула зазвичай не перевищує 60 см в довжину, але іноді попадаються і більші екземпляри довжиною до 1 м й вагою до 5 кг. Голова й тулуб клиноподібні. Очі великі. Хвостовий плавець довгий і низький, нижня його лопать малорозвинена, спинні плавці розташовані у задній частині тіла, початок першого спинного плавця розташований позаду основи черевного. Перший спинний плавець більший за другий. Ніздрі прикриті широкими клапанами, які розділені вузьким проміжком, внутрішній носовий клапан із зовнішнього краю ніздрі загострений. Шкіра груба з невеликою й твердою лускою на кшталт наждака. Має 5 зябер, що розташовані досить низько й малопомітні.

## Спосіб життя
Вона живе поблизу дна на малих глибинах прибережної зони і живиться переважно бентичними безхребетними — ракоподібними, молюсками, червами, найменше — рибою.

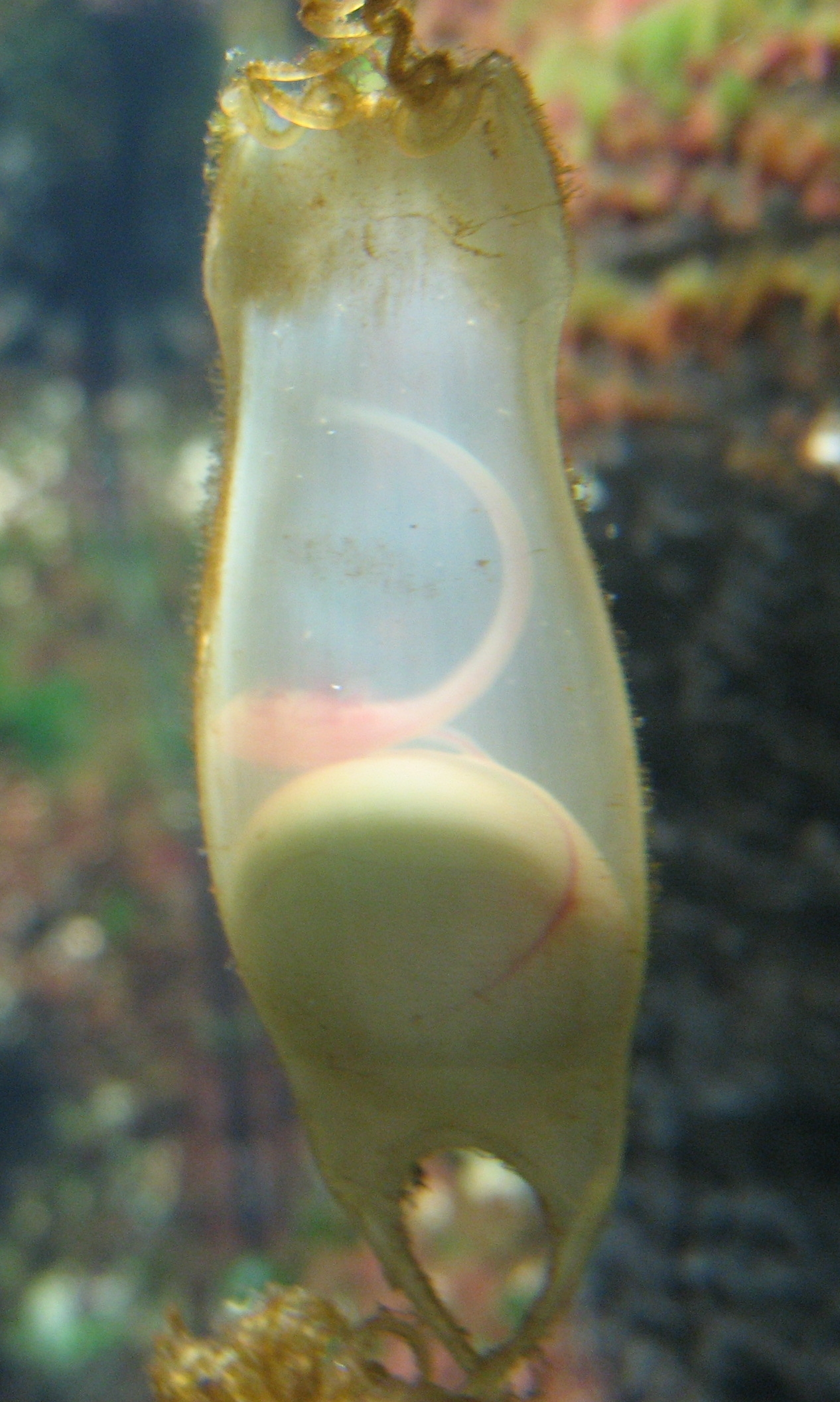
Яйце дрібноплямистої котячої акули

Статева зрілість настає при довжині 45—50 см. Самиця відкладає від 2 до 20 яєць, укладених у тверду капсулу, на кутах якої є довгі рогові нитки. З їх допомогою яйце прикріплюється до ґрунту. Розвиток ембріона триває 5—11 місяців.
Ця котяча акула має їстівне м'ясо і подекуди використовується місцевим рибальством.

## Поширення
Досить звичайна біля атлантичних берегів Європи (на півночі доходить до Норвегії та Північної Африки). Вона трапляється також в Середземному і Мармуровому морях, звідки може заходити і в Чорне море.